# 足球員
足球員，在英語中也稱footballer或soccer player是一類运动员，包含各種不同的足球。主要形式有足球、美式、加拿大式足球、澳式、蓋爾式足球、聯盟式橄欖球和橄欖球。
據估計，世界上有2.5億人次的足球運動員，和許多參與其他形式的足球的運動員。

## 列表
- 足球員列表
- 美式足球員列表

## 另見
- 足球隊 (足球類運動)
- 足球俱樂部
- 體育聯盟